# Kristina Bille
Kristina Bille Hansen, née le 3 avril 1986, est une handballeuse internationale danoise qui évolue au poste d'ailière droite. 

## Biographie
En 2006, elle remporte la Ligue des champions avec son club de Viborg HK.
En mars 2012, elle quitte prématurément le RK Krim et s'engage l'été suivant avec le club norvégien de Larvik HK. Avec Larvik, elle remporte le championnat et atteint la finale de la Ligue des champions. Une pause maternité lui fait rater l'intégralité de la saison 2013-2014.

## Palmarès
compétitions internationales
- vainqueur de la Ligue des champions en 2006 (avec Viborg HK)
- finaliste de la Ligue des champions en 2013 (avec Larvik HK)

compétitions nationales
- championne du Danemark en 2006 (avec Viborg HK)
- championne de Slovénie en 2012 (avec RK Krim)
- championne de Norvège en 2013 (avec Larvik HK)
- vainqueur de la coupe du Danemark en 2007 (avec Viborg HK)
- vainqueur de la coupe de Slovénie en 2012 (avec RK Krim)
- vainqueur de la coupe de Norvège en 2013 (avec Larvik HK)